# Doin' It Right
Singles de Daft Punk
Lose Yourself to Dance
(2013) Instant Crush
(2013)
Singles par Panda Bear
Surfer's Hymn
(2011)
Doin' It Right est une chanson du groupe français Daft Punk en collaboration avec Panda Bear d'Animal Collective. C'est le troisième single extrait de l'album Random Access Memories.

## Production
Doin' It Right est l'avant dernière chanson enregistrée sur l'album:  Random Access Memories. Panda Bear avait découvert le groupe français en voyant pour la première fois le clip très original de Around the World réalisé par Michel Gondry. Le groupe Animal Collective avait un jour demandé à Daft Punk de remixer un de leurs titres, mais les Français avaient refusé. Quelque temps plus tard, Daft Punk invite Panda Bear pour des sessions d'enregistrement à Paris,.
Les parties chantées de Panda Bear sont enregistrées sur trois jours,. Les membres de Daft Punk précisent que c'est la chanson la plus electro de l'album.

## Critique
Zach Baron de GQ remarque que la chanson s'inscrit totalement dans le style de Panda Bear. Matthew Horton de NME compare la chanson à un cheval de Troie qui se révèle à l'arrivée de la voix Panda Bear dans la chanson. Pitchfork et Paperblog considèrent que c'est la meilleure chanson de l'album,.

## Crédits

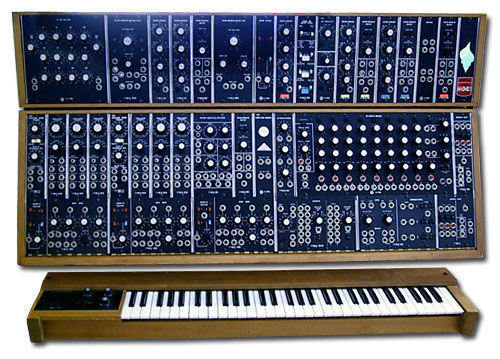
Le Moog Modular, synthétiseur modulaire typique

Crédits adaptés du livret de Random Access Memories
- Daft Punk – production, chant, synthétiseur modulaire
- Panda Bear – chant

## Classements hebdomadaires
| Pays - classement (2013)                               | Meilleure position |
| ------------------------------------------------------ | ------------------ |
| France (SNEP)                                          | 63                 |
| Royaume-Uni UK Singles Chart (Official Charts Company) | 193                |
| États-Unis (Bubbling Under Hot 100 Singles)            | 11                 |
| États-Unis (Billboard Dance/Electronic Songs)          | 17                 |